# Henry Thomsen
Henry Thomsen (* 18. September 1906; † 4. Dezember 1944 im KZ Neuengamme) war ein dänischer Gastwirt. Er war in der Zeit der deutschen Besatzung an der Rettung zahlreicher Juden beteiligt und wurde später als Gerechter unter den Völkern geehrt.

## Leben

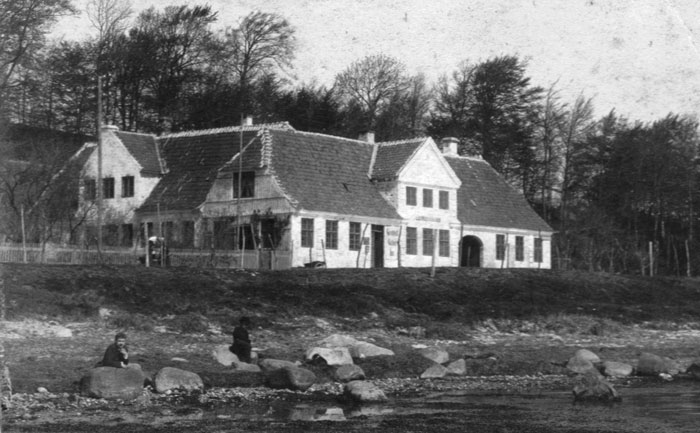
Snekkersten Kro

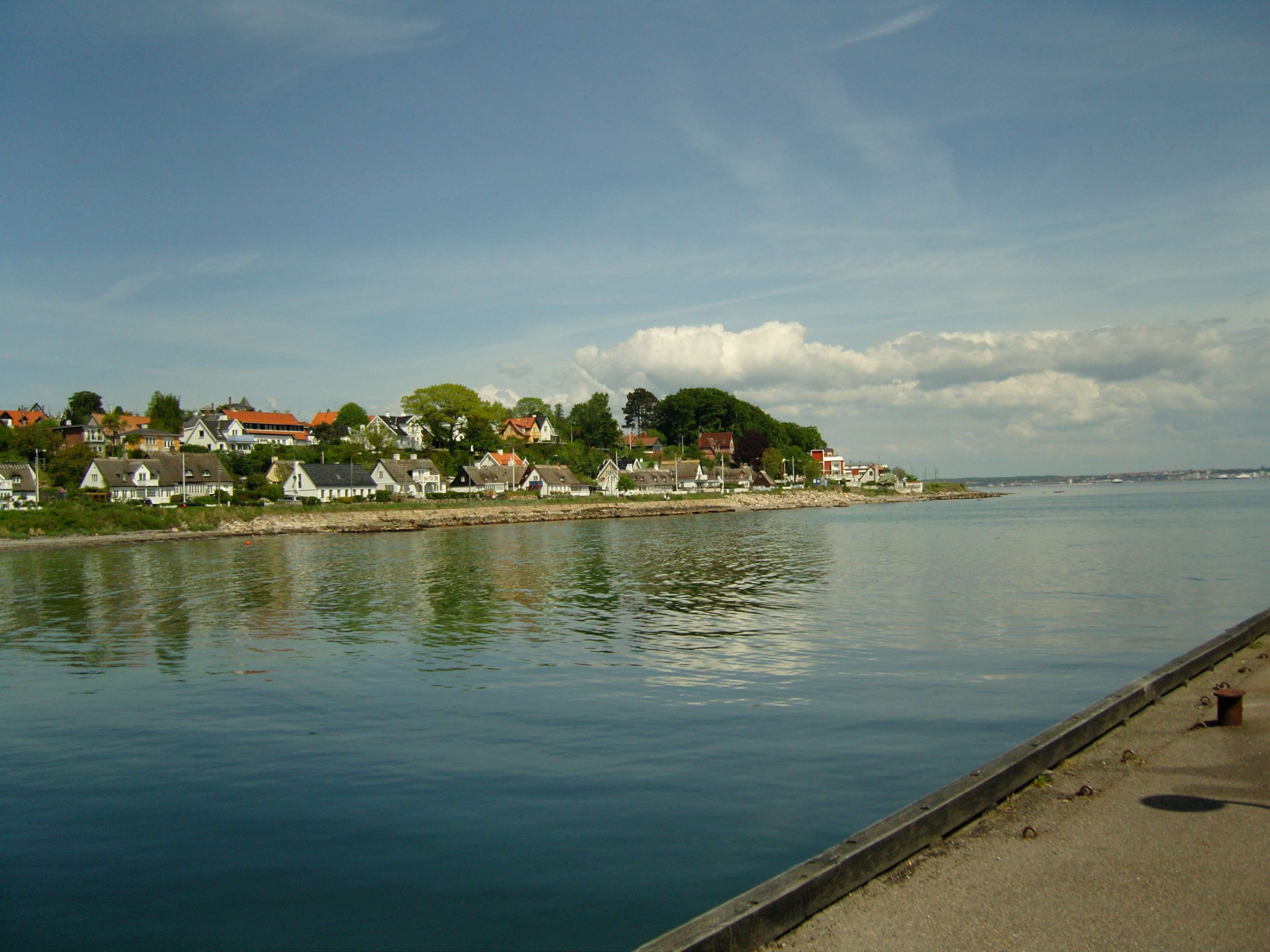
Snekkersten 2008; das rote Gebäude auf der Landzunge ist der Nachfolger des Snekkersten Kro

Henry Christen Thomsen betrieb zusammen mit seiner Frau Ellen Margarethe das alte Wirtshaus „Snekkersten Kro“ in Snekkersten bei Helsingør. Dieses Gasthaus diente als Zwischenstation für die Fliehenden und als Treffpunkt der Fischer, die heimlich mit ihren Booten Juden aus Dänemark nach Schweden brachten. Ungefähr 1000 der rund 7000 geretteten Personen wurden über Thomsens Gasthaus aus dem Land geschleust; Thomsen selbst beschaffte sich ein Boot, die Margrethe oder Grethe, als die Zahl der Fliehenden anstieg, und fuhr einige Male selbst mit Verfolgten nach Schweden.
Als eine Flüchtlingsgruppe von einem Kollaborateur der Deutschen angezeigt wurde, nahm die Polizei zwar die Flüchtlinge fest, ließ sie jedoch bald wieder aus ihrem Wagen aussteigen und forderte sie auf, zu dem Gasthof in Snekkersten zu gehen, wo Thomsen ihnen weiterhelfen würde. Dies glückte auch. Zahlreiche andere Bewohner des Dorfes und des Umlandes unterstützten dagegen die Verfolgten und den Widerstandskämpfer. So beteiligte sich etwa der Arzt Jørgen Gersfelt als Fahrer an den Rettungsaktionen und bot Flüchtlingen auch ein Versteck, solange sie auf die Boote warten mussten.
Nach einem ersten Verhör durch die Gestapo, bei dem keine Beweise gegen Thomsen erbracht werden konnten, arbeitete er noch im Untergrund weiter. Am 9. oder 10. August 1944 wurde er ein zweites Mal festgenommen und zunächst im Kopenhagener Gefängnis Vestre Fængsel und dann im Internierungslager Frøslev inhaftiert, ehe er ins KZ Neuengamme überstellt wurde. Dort starb er vier Monate nach seiner Verhaftung an den Folgen von Misshandlungen.
Henry Thomsen und seine Ehefrau wurden 1968 zu „Gerechten unter den Völkern“ erklärt. Ellen Margarethe Thomsen reiste in diesem Jahr nach Israel und pflanzte einen Baum auf der Allee der Gerechten.
In dem Jugendbuch Hitlers Kanarienvogel wird die Rettungsaktion für die jüdischen Einwohner Dänemarks geschildert und Thomsens Engagement dabei erwähnt. Ein Gedenkstein in Dänemark erinnert an Henry Christen Thomsen.